# Triángulo de Amor Bizarro
Triángulo de Amor Bizarro est un groupe espagnol de post-punk et rock indépendant, originaire de La Corogne, en Galice.

## Histoire
Le groupe est formé à La Corogne, de membres originaires de Barbanza et de La Corogne. Ils tirent leur nom de la chanson Bizarre Love Triangle du groupe britannique New Order. Après son premier album, Triángulo de Amor Bizarro enregistre deux démos auto-produites qui accèdent aux demi-finales du championnat de musique indépendant nommé DEMO Project au Festival international de Benicàssim pour deux ans consécutifs en 2004 et 2005. À sa formation, le groupe est un quartet.
Après avoir signé sur le label Mushroom Pillow, ils enregistrent leur premier album éponyme, Triángulo de Amor Bizarro, en 2007, avec la technique de Carlos Hernandez, connu pour la production d'albums de musique indépendante de groupes connus comme Los Planetas. Sr. Chinarro et Mercromina. L'album reçoit de très bonnes critiques de la part de la presse, apparaissant en tête des albums espagnols de 2007 (classé 2e dans le journal Mondosonoro et 9e dans Rockdelux). En outre, il est également choisi parmi les meilleurs des médias musicaux les plus influents de la décennie, comme Rockdelux, Mondosonoro, Jenesaispop et d'autres,
Début 2017, ils reçoivent le Premio Ruido, décerné par l'Association des journalistes musicaux d'Espagne pour le meilleur album de l'année. Ils remportent les quatre prix majeurs des Independent Music Awards, recevant les prix de meilleur artiste, album de l'année, album rock et production musicale.
Au cours de l'année 2021, ils sortent deux nouveaux album. Le premier est No eres tú, défini comme leur techno-opéra ou leur album Autobahn. Le deuxième est Detrás del espejo.

## Discographie

### Albums studio
- 2007 : Triángulo de Amor Bizarro (Mushroom Pillow)
- 2007 : El Hombre del siglo V (Mushroom Pillow)
- 2010 : Año Santo (Mushroom Pillow)
- 2010 : Año Santo Edición Vinilo (Mushroom Pillow)
- 2013 : Victoria Mística (Mushroom Pillow)
- 2016 : Salve Discordia (Mushroom Pillow)
- 2020 : oɹɹɐzıqɹoɯɐǝpolnƃuɐıɹʇ (Mushroom Pillow)
- 2021 : No eres tú (Mushroom Pillow)
- 2021 : Detrás del espejo (Mushroom Pillow)

### Singles et EP
- 2011 : Amigos del género humano (Mushroom Pillow)
- 2012 : Ellas se burlaron de mi magia (Mushroom Pillow)
- 2016 : Baila Sumeria (Mushroom Pillow)
- 2018 : El Gatopardo (Mushroom Pillow)